# Cimitero di Mitino
Il cimitero di Mitino (in russo Митинское кладбище?, Mitinskoe kladbišče) è un cimitero situato nel quartiere Mitino, nel distretto amministrativo nord-occidentale di Mosca. È stato inaugurato il 15 settembre 1978. Sul suo terreno si trova una chiesa ortodossa costruita nel 1998, visitata più volte dal Patriarca Alessio II. Il cimitero ha una superficie totale di 1 080 000 m² ed è l'ultimo luogo di riposo di 28 vigili del fuoco morti mentre spegnevano le fiamme del disastro di Černobyl', nonché eminenti personaggi culturali, scientifici e militari sovietici e russi (tra cui diversi eroi dell'Unione Sovietica e della Federazione Russa). Ogni anno alle 10:00 (UTC+3) del 3 settembre, le folle si radunano nel cimitero e accendono migliaia di candele in memoria delle vittime della strage di Beslan.

## Le tombe dei liquidatori
I vigili del fuoco che operarono la notte del 26 aprile 1986, morti nonostante i tentativi di cura operati a Mosca, furono sepolti in mini sarcofagi in cemento armato, in quanto i loro corpi erano fonte di radiazioni. Un monumento creato dallo scultore Andrej Koval'čuk e dall'architetto Viktor Korsi è stato eretto sulle tombe dei vigili del fuoco: un fungo nucleare all'interno del quale una persona a mani nude cerca di fermare il disastro imminente.
(Andrej Koval'čuk)

### Ingegneri sepolti[5][6][7]
- Anatolij Ivanovič Baranov
- Anatolij Ivanovič Šapovalov
- Leonid Fëdorovič Toptunov
- Vjačeslav Stepanovič Bražnik
- Vladimir Nikolaevič Šašenok
- Aleksandr Fëdorovič Akimov
- Viktor Vasil'evič Proskurjakov
- Aleksandr Vasiliovič Novik
- Anatolij Andreevič Sitnikov

### Vigili del fuoco sepolti[5][6][7]
- Vasilij Ivanovič Ignatenko
- Viktor Nikolaevič Kibenok
- Vladimir Ivanovič Tišura
- Vladimir Pavlovič Pravik
- Nikolaj Ivanovič Titenok
- Nikolai Vasilyevich Vashchuk